# Paul James
Pour les articles homonymes, voir James.
Cet article concerne le joueur de rugby à XV. Pour l’acteur américain, voir Paul James (acteur). Pour le footballeur canadien, voir Paul James (football).

a Compétitions nationales et continentales officielles uniquement.

b Matchs officiels uniquement.
Dernière mise à jour le 29 mars 2024.
Paul James, né le 13 mai 1982 à Neath (pays de Galles), est un joueur international gallois de rugby à XV, devenu ensuite entraîneur, jouant principalement au poste de pilier gauche mais peut également jouer à droite de la mêlée.
Durant sa carrière professionnelle, il joue tout d'abord avec le Neath RFC à partir de 2001. En début d'année 2003, il remporte un Grand Chelem avec l'équipe du pays de Galles des moins de 21 ans dans le Tournoi des Six Nations de la catégorie. Toujours en 2003 en août, il fait ses débuts internationaux avec le pays de Galles. Le mois suivant, il fait ses débuts avec la nouvelle franchise régionale des Neath-Swansea Ospreys, qui deviennent simplement les Ospreys par la suite. Avec eux, il remporte deux Celtic League en 2005 et 2007, ainsi qu'une Coupe anglo-galloise en 2008.
L'année suivante, il est appelé pour la première fois depuis six ans en équipe nationale. En 2010, il dispute son premier Tournoi des Six Nations et remporte sa troisième Celtic League avec les Ospreys. En 2011, il dispute sa première Coupe du monde avec le pays de Galles. En début d'année suivante, il remporte le Grand Chelem dans le Tournoi des Six Nations 2012, puis son quatrième titre de Pro12 (ex-Celtic League).
À partir de la saison 2012-2013, il quitte les Ospreys pour rejoindre l'Angleterre et le Bath Rugby. En mars 2013, il remporte son deuxième Tournoi des Six Nations. Avec Bath, il dispute deux finales, une de Challenge européen et une de Premiership mais il perd les deux.
En 2015, il joue sa deuxième Coupe du monde et fait son retour aux Ospreys à l'issue de la compétition. Il connaît sa soixante-sixième et dernière cape internationale lors du Tournoi des Six Nations 2016. Fin 2018, il est forcé de prendre sa retraite sportive à cause de blessures à l'épaule qui ont mal guéri.
Il devient ensuite entraîneur adjoint du Neath RFC puis au sein du centre de formation des Ospreys.
Pendant sa carrière internationale, il se retrouve en concurrence avec Gethin Jenkins, le titulaire gallois au poste de pilier gauche et est souvent remplaçant au profit de ce dernier.

## Biographie

### Jeunesse et formation
Paul James naît le 13 mai 1982 à Neath au pays de Galles. Il commence le rugby à XV au Skewen RFC puis joue pour l'équipe des moins de 19 ans du Swansea RFC. 
Durant sa jeunesse, il étudie au sein de la Dwr-y-Felin Comprehensive School.
Par la suite, il signe dans le club de sa ville natale, le Neath RFC, qui lui offre un contrat professionnel à seulement dix-sept ans. Toutefois, le club l'envoie au Sevens Sisters RFC pendant une saison afin de progresser.

### Début de carrière professionnelle, première cape internationale avec le pays de Galles et premiers titres avec les Ospreys (2001-2008)
En 2001, il fait ses débuts séniors avec Neath. Avec ce club, il fait notamment ses débuts en Coupe d'Europe.
En début d'année 2003, il mène ses coéquipiers de l'équipe du pays de Galles des moins de 21 ans à un Grand Chelem, dans le Tournoi des Six Nations de la catégorie, en tant que capitaine.
Durant l'été, il fait ses débuts avec l'équipe du pays de Galles, le 27 août, contre l'équipe de Roumanie en match de préparation pour la Coupe du monde 2003. Cependant, le sélectionneur Steve Hansen lui annonce qu'il ne fait pas partie du groupe retenu pour la compétition. Début septembre, il fait ses débuts avec la nouvelle franchise régionale des Neath-Swansea Ospreys contre l'Ulster dans la Celtic League,,. Finalement, le mois suivant, il est convoqué en cours de Coupe du monde à la suite de la blessure de Duncan Jones, son coéquipier et concurrent en franchise, mais il ne joue finalement aucun match. 
Lors des deux années suivantes, il subit deux blessures au cou qui freinent sa progression et n'est pas reconvoqué en sélection,,. Toutefois, en 2004, il remporte la Coupe du pays de Galles avec Neath RFC en battant le Caerphilly RFC 36 à 13 en finale.
Lors de la saison 2004-2005, il remporte la Celtic League, soit le premier titre des Neath-Swansea Ospreys.
En novembre 2006, il est capitaine des Ospreys lors d'une victoire historique contre l'Australie,,,. En fin de saison 2006-2007, il est tout d'abord finaliste de la Coupe anglo-galloise face aux Leicester Tigers, puis il remporte la Celtic League pour la deuxième fois avec les Ospreys.
L'année suivante, les Ospreys se qualifient une nouvelle fois en finale de la Coupe anglo-galloise face aux Leicester Tigers mais prennent cette fois-ci leur revanche en s'imposant 23 à 6.
Plus tard cette année-là, en octobre lors d'un match de Coupe d'Europe, le talonneur de l'USA Perpignan Marius Tincu est coupable d'une fourchette (l'index et le majeur dans les deux yeux) sur Paul James. Ce dernier réplique en lui assenant une manchette qui le fait tomber à terre. De ce fait, Tincu est suspendu dix-huit semaines tandis que James écope seulement d'une semaine,. Cette saison-là, il devient titulaire avec les Ospreys dans les deux compétitions majeures que l'équipe dispute : la Celtic League et la Coupe d'Europe.

### Retour en sélection six ans après son unique cape, nouveaux titres avec les Ospreys, participation à la Coupe du monde 2011 et vainqueur du Grand Chelem dans le Tournoi des Six Nations 2012 (2009-2012)
Lors de l'été 2009, il est convoqué par Robin McBryde, sélectionneur intérimaire de Warren Gatland qui dirige les Lions britanniques et irlandais à cette période, pour la première fois en équipe du pays de Galles depuis 2003 à la suite de la blessure d'Eifion Lewis-Roberts. Cependant, il ne participe à aucun match de la tournée.
En novembre suivant, étant de nouveau convoqué en sélection, il est titularisé au poste de pilier droit (il joue à gauche de la mêlée) à la surprise générale, à la suite de l'absence d'Adam Jones blessé, afin d'affronter la Nouvelle-Zélande pour sa deuxième cape. Après une performance convaincante, il est finalement titularisé à ce poste pour les trois autres matchs de la tournée et confirme sa bonne prestation,. En début d'année 2010, il est sélectionné pour son premier Tournoi des Six Nations. Durant la compétition, il profite de la blessure du titulaire habituel, Gethin Jenkins, pour retrouver son poste de pilier gauche en jouant les cinq rencontres et en étant titularisé à quatre reprises,. En fin de saison, il remporte sa troisième Celtic League après avoir battu le Leinster 17 à 12 à la RDS Arena de Dublin.
En janvier 2011, il est à nouveau sélectionné pour le Tournoi des Six Nations. Gethin Jenkins étant de nouveau forfait pour l'intégralité de la compétition, il joue les cinq matchs en tant que titulaire.
Plus tard cette année-là, il est sélectionné pour les test matchs de préparation à la Coupe du monde 2011 et fait ensuite partie du groupe final retenu. Il commence la compétition en tant que titulaire en pilier gauche lors des deux premiers matchs de poule, puis il joue le dernier match de poule ainsi que la demi-finale en tant que remplaçant au profit de Gethin Jenkins. Il retrouve une place de titulaire, en pilier droit cette fois-ci, pour la finale pour la troisième place perdue contre l'Australie.
Au mois de janvier 2012, il est convoqué pour le Tournoi des Six Nations. Pendant la compétition, il joue seulement trois matchs, tous en tant que remplaçant, mais il remporte son premier Tournoi des Six Nations en réalisant le Grand Chelem. Le 10 mai suivant, sa signature pour rejoindre le club anglais de Bath Rugby à partir de la saison prochaine est officialisée,. Le 27 mai, il remporte le Pro12 (ex-Celtic League) pour la quatrième fois, en battant le Leinster 31 à 30, sur son terrain, en finale en tant que titulaire. À l'issue de la saison, il quitte sa province après avoir disputé 177 matchs depuis 2003,. Pendant l'été, il participe à la tournée du pays de Galles qui affronte tout d'abord les Barbarians au Millennium Stadium de Cardiff, puis qui part en Australie afin d'affronter les Wallabies.

### Départ en Angleterre, deuxième victoire dans le Tournoi des Six Nations et désillusion en finale avec Bath Rugby (2013-2015)

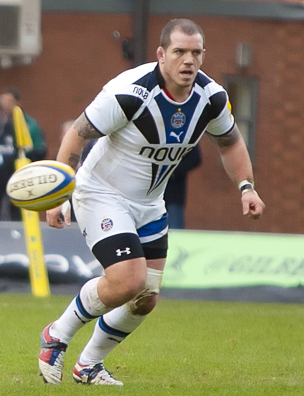
Paul James lors d'un match de Premiership sous le maillot de Bath Rugby en décembre 2012.

Lors de la saison 2012-2013, dès ses débuts avec son nouveau club de Bath Rugby, il s'impose comme le titulaire à son poste de pilier gauche. Au mois de novembre, il est convoqué pour les test matchs internationaux de fin d'année. En janvier 2013, il est appelé pour préparer le Tournoi des Six Nations. Cette édition-là, il dispute les cinq rencontres mais n'est titulaire qu'à une reprise. À la fin de la compétition, il remporte la compétition pour la deuxième fois d'affilée, sans toutefois réaliser le Grand Chelem. En mai suivant, il est sélectionné avec les Barbarians.
À l'automne 2013, il est convoqué pour la tournée de fin d'année avec le pays de Galles. En début d'année 2014, il participe une nouvelle fois au Tournoi des Six Nations,. Au mois de mai, il dispute sa première finale avec Bath Rugby, en Challenge européen en tant que titulaire, mais ils s'inclinent 30 à 16 contre les Northampton Saints. Le même mois, il est tout d'abord convoqué pour disputer un match entre une sélection du pays de Galles des Probables et une des Possibles afin de déterminer les choix de sélection du pays de Galles pour la tournée d'été en Afrique du Sud. Cependant, il ne participe pas à ce match car les joueurs ne jouant pas au pays de Galles ne peuvent pas jouer cette rencontre, celle-ci est disputée en dehors des fenêtres internationales et les clubs étrangers ne sont donc pas forcés de libérer leurs joueurs. Toutefois, il fait bien partie du groupe retenu pour la tournée contre l'Afrique du Sud.
Fin octobre 2014, alors qu'il est sélectionné pour la tournée d'automne, il est également annoncé qu'il fait son retour aux Ospreys à partir de la saison 2015-2016,. Début 2015, il est sélectionné pour le Tournoi des Six Nations. Il dispute trois matchs en tant que remplaçant. Fin mai, il s'incline 16 à 28 en finale de Premiership avec son club face aux Saracens pour son dernier match avec Bath.

### Deuxième participation à la Coupe du monde, retour chez les Ospreys et fin de carrière de joueur (2015-2018)
En juin 2015, il fait partie du groupe élargi gallois pour préparer la Coupe du monde 2015. Il prend part à deux rencontres de préparation en tant que remplaçant et fait ensuite partie du groupe final retenu pour la compétition. Pendant la compétition, il dispute deux rencontres en tant que titulaire en phase de poule, ainsi que le quart de finale perdu face à l'Afrique du Sud en tant que remplaçant, étant une nouvelle fois devancé par Gethin Jenkins.
De retour chez les Ospreys après la Coupe du monde, il s'impose comme un titulaire à son poste. Au mois de janvier 2016, Warren Gatland le convoque pour le Tournoi des Six Nations. Pendant la compétition, il ne participe qu'à une seule rencontre lors de la quatrième journée contre l'Angleterre en tant que remplaçant. C'est sa dernière cape internationale.
En juillet 2016, il signe une prolongation de contrat avec les Ospreys le liant désormais jusqu'en 2018 avec sa province.
Début septembre 2017, il égale le record de matchs joués pour les Ospreys établi par son ancien coéquipier Duncan Jones avec 223 rencontres disputés. Ce record est ensuite dépassé et porté à 232 unités par Paul James, puis il est battu par Alun Wyn Jones en novembre 2018.
Durant l'été 2018, il devient entraîneur adjoint des avants du Neath RFC, après avoir auparavant déjà aidé dans ce club en fin de saison 2016-2017, jusqu'à sa démission au mois de décembre,. À la fin du même mois, il annonce prendre sa retraite de joueur à cause de son épaule qui ne s'est pas correctement remise malgré deux opérations,.
Après sa carrière de joueur, il est entraîneur au sein de l'Academy (centre de formation) des Ospreys, il entraîne notamment son fils Dylan qui joue au même poste que lui. En parallèle, il dirige un bistro ainsi qu'un bar à cocktails dans le centre de Neath.

## Statistiques en équipe nationale
Paul James compte 66 sélections avec le pays de Galles, dont 35 en tant que titulaire. Il obtient sa première sélection le 27 août 2003 à Wrexham contre la Roumanie et sa dernière le 12 mars 2016 contre l'Angleterre à Twickenham.
Il participe à sept éditions du Tournoi des Six Nations, en 2010, 2011, 2012, 2013, 2014, 2015 et 2016.
De plus, il participe à deux éditions de la Coupe du monde, en 2011, disputant cinq rencontres, face à l'Afrique du Sud, les Samoa, les Fidji, la France et l'Australie, et en 2015 où il joue trois rencontres, face à l'Uruguay, l'Australie et l'Afrique du Sud.

## Palmarès

### En club et franchise régionale
- Vainqueur de la Coupe du pays de Galles en 2004 avec Neath RFC.
- Vainqueur de la/du Celtic League/Pro12 en 2005, 2007, 2010 et 2012 avec les Ospreys.
- Finaliste de la Coupe anglo-galloise en 2007 avec les Ospreys.
- Vainqueur de la Coupe anglo-galloise en 2008 avec les Ospreys.
- Finaliste du Challenge européen en 2014 avec Bath Rugby.
- Finaliste de la Premiership en 2015 avec Bath Rugby.

### En équipe nationale
- Vainqueur du Tournoi des Six nations des moins de 21 ans en 2003 avec l'équipe du pays de Galles des moins de 21 ans.
- Vainqueur du Tournoi des Six Nations en 2012 (Grand Chelem) et en 2013 avec l'équipe du pays de Galles.